# Batman (serial cinematografico)
Batman è un serial cinematografico composto da 15 episodi del 1943 prodotto dalla Columbia Pictures, diretto da Lambert Hillyer e interpretato da Lewis Wilson (Batman) e Douglas Croft (Robin). J. Carrol Naish interpreta la parte di un cattivo, un personaggio originale chiamato Dr. Daka. Accanto a loro Shirley Patterson nella parte Linda Page (la fidanzata di Bruce Wayne), e William Austin interpreta Alfred. La trama basata sul personaggio di Batman, un agente governativo statunitense, impegnato nello sconfiggere l'agente giapponese Dr. Daka, al culmine della Seconda guerra mondiale.
Il film si distingue per essere la prima apparizione cinematografica di Batman e per aver inserito un paio di elementi fondamentali dell'universo di Batman. Il film infatti introduce la "Bat's Cave" e l'ingresso ad essa attraverso l'orologio a muro. Il nome è un'alterazione dell'originale Batcave dei fumetti.
A William Austin si deve l'aver definito l'aspetto di Alfred, successivamente divenuto popolare. Austin infatti aveva un fisico asciutto e sportivo e dei baffi sottili, mentre l'Alfred del fumetto ad esso coevo era in sovrappeso e ben rasato. Successivamente la versione del fumetto di Alfred è stata modificata così da assomigliare all'Alfred cinematografico.
Il successo del passaggio televisivo di questa serie negli anni sessanta, trasmesso con il titolo An Evening with Batman and Robin, portò direttamente alla serie televisiva Batman con Adam West e Burt Ward. Tuttavia non è mai stata riconosciuta ufficialmente alcuna continuità tra questo serial cinematografico e la serie televisiva degli anni sessanta.
Il serial ebbe un sequel nel 1949, Batman and Robin.

## Trama
La trama del serial cinematografico vede Batman e Robin lottare contro il Dr. Daka, una spia giapponese che crea un dispositivo in grado di trasformare le persone in una sorta di zombie.

## Produzione
Il film viene realizzato al culmine della seconda guerra mondiale, e così come molti prodotti della narrativa del tempo, contiene svariati commenti e offese antitedeschi e, in questo caso, anti-giapponesi, a carattere etnico. Ad esempio in una scena uno degli scagnozzi del Dr. Daka si gira verso di lui e gli dice: «Questo è il tipo di risposta adatta al colore della tua pelle.». Ciò appare particolarmente contrastante con l'estrema correttezza politica che caratterizza invece la serie televisiva degli anni sessanta.
Il film soffre inoltre di un budget particolarmente ridotto, come qualsiasi altro serial del tempo. Non viene realizzata una Batmobile per il dinamico duo, così una Cadillac nera viene utilizzata tanto da Bruce Wayne e Dick Grayson, quanto da Batman e Robin e Alfred fa da autista ad entrambe le identità.
Mentre molti serial cinematografici venivano modificati nel corso dell'adattamento, nella misura in cui erano «spesso "migliorati" senza riconoscimento», Batman se l'era «cavata meglio di chiunque altro» e pertanto le modifiche sono state minori. Una normale limousine sostituisce la Batmobile; le cinture con gli accessori sono indossate da Batman e Robin, ma non vengono quasi mai utilizzate; Batman è un agente segreto del governo anziché un giustiziere solitario e indipendente. Quest'ultima modifica, rispetto al fumetto, si deve alla censura cinematografica, che non avrebbe permesso al cavaliere mascherato di farsi giustizia da sé.
Diversi errori di continuità sono presenti nella serie, a Batman accade ad esempio di perdere il suo mantello durante la lotta, ma nell'inquadratura successiva lo indossa di nuovo. La qualità degli eroi varia da puntata a puntata. Il decimo capitolo termina con Batman coinvolto in un incidente aereo, nel finale, Batman barcolla fuori dai rottami, un po' stordito ma completamente illeso. Jim Harmon e Donal Glut concludono ironicamente «potrebbe anche essere stato un film muto comico».
Dalla stampa viene annunciato come un "Super Serial" ed infatti fu il serial più su larga scala prodotto fino ad allora. Gli studios batterono una campagna pubblicitaria pari soltanto a quella di un grande film.

## Distribuzione

### Cinema
La prima distribuzione nelle sale del serial è del 16 luglio 1943.
Nel 1965 il serial viene ridistribuito nei cinema con il titolo An Evening with Batman and Robin, in una sola maratona in cui vengono proiettati tutti e 15 gli episodi.

### Home video
Il serial viene distribuito in videocassetta a fine anni ottanta, in una edizione in cui vengono rimossi tutti i contenuti razzisti. Una recensione della rivista Cinefantasque commenta: «I cambiamenti non devono sorprendere in quanto la Columbia è divenuta di proprietà della Sony Corporation. È come se il Dr. Darka fosse sfuggito alla giustizia di Batman e fosse stato assunto come direttore de dipartimento George Orwell alla Columbia.». Bisogna però osservare che la versione rieditata non è stata realizzata dalla Columbia ma dalla Goodtimes Home video, un distributore indipendente.
Nel 1989 il canale televisivo via cavo The Comedy Channel manda in onda il serial senza tagli né censure. Il canale via cavo American Movie Classics fa lo stesso nei primi anni novanta trasmettendolo il sabato mattina.
La Sony distribuisce il serial in DVD nell'ottobre 2005. La versione in DVD è inedita, ad eccezione del Capitolo 2, che presenta l'assenza della sequenza "next Chapter", che anticipa la puntata successiva.
Il serial viene distribuito in altri formati durante gli anni sessanta e settanta:
- Anni sessanta: il serial completo viene montato in sei capitoli di 10 minuti più uno da 3 minuti, ciascuno in 8mm e Super-8. Questa versione è priva del sonoro.
- Anni settanta: una edizione completa di 15 capitoli, cioè nel suo formato originale, in Super-8 sonoro.

## Critica
Raymond W. Stedman rileva come il serial riceva buone recensioni da parte della stampa, ma che le meriti appena, descrivendo il serial come una farsa "non intenzionale".
Harmon e Glut descrivono Batman come «uno dei più risibili serial mai fatti» nonostante la sua «schietta semplicità». Tuttavia è stato sufficientemente popolare da meritare un sequel, Batman and Robin. Il viso di Wilson assomigliava a quella di Bruce Wayne e recitava la sua parte con sincerità, tuttavia il suo fisico era tutt'altro che atletico, «spesso circa la metà», mentre la sua voce era al tempo stesso troppo alta e con un marcato accento bostoniano.
Sia gli attori che le loro controfigure mancavano dello stile e della grazia dei due personaggi fumettistici che interpretavano o dei loro equivalenti della Republic Pictures.
Anche se il costume di Batman era basato sulla sua prima apparizione entrambi i costumi erano poco convincenti  . Il costume di Batman era troppo grande e «sormontato da due corna da diavolo».

## Influenze
Il successo della serie nel 1943 portò la Columbia a produrre nel 1949 un sequel intitolato Batman and Robin.
An Evening with Batman and Robin divenne particolarmente popolare nei college, dove i cinema erano sempre affollati. Il successo di questa ridistribuzione portò alla creazione della serie Batman. La narrazione serrata in apertura e chiusura di ogni capitolo in questo e altri serial della Columbia, è stato in qualche modo il modello che ha favorito la parodia della serie.
Il successo della ridistribuzione del serial e della conseguente serie televisiva indusse la produzione di un'altra serie televisiva, Il Calabrone Verde. La serie è stata girata come un misto di azione e mistery, nella tradizione delle prime serie, e divenne anche molto popolare presso il pubblico, ma durò tuttavia una sola stagione, per via dei costi di produzione significativamente alti. Come risultato l'ulteriore revival dei serial non fu possibile all'epoca.

## Lista degli episodi
Di seguito la lista completa degli episodi prodotti.
| n° | Titolo originale           | Prima USA      |
| -- | -------------------------- | -------------- |
| 1  | The Electrical Brain       | 16 luglio 1943 |
| 2  | The Bat's Cave             |                |
| 3  | The Mark of the Zombies    |                |
| 4  | Slaves of the Rising Sun   |                |
| 5  | The Living Corpse          |                |
| 6  | Poison Peril               |                |
| 7  | The Phoney Doctor          |                |
| 8  | Lured by Radium            |                |
| 9  | The Sign of the Sphinx     |                |
| 10 | Flying Spies               |                |
| 11 | A Nipponese Trap           |                |
| 12 | Embers of Evil             |                |
| 13 | Eight Steps Down           |                |
| 14 | The Executioner Strikes    |                |
| 15 | The Doom of the Rising Sun |                |